# Заградье (Слуцкий район)
Заградье (бел. Заграддзе) — село в Слуцком районе Минской области. Входит в состав Козловичского сельсовета.

## История
До 23 июня 1940 года село входило в состав Уречского сельсовета, до 16 июля 1954 года — в состав Тельманского сельсовета, до 27 декабря 1962 года находилось в административном ведении Уречского сельсовета, до 29 мая 1969 года входил в состав Козловичского сельсовета, до 28 мая. В 2013 году стал частью Повстынского сельского совета.

## Известные люди
Станислав Иосифович Дробыш (1939—2013) — белорусский хоровой дирижер и педагог. Профессор (1994).